# Echte hoefijzerneuzen
Echte hoefijzerneuzen (Rhinolophus) zijn een geslacht van vleermuizen uit de hoefijzerneuzen (Rhinolophidae). Het is het enige levende geslacht uit de familie, naast de fossiele Paleonycteris. Het oudste fossiel van Rhinolophus, R. dubius, komt uit het Eoceen van Frankrijk. 

## Verspreiding en leefgebied
Er bestaan ruim 110 soorten echte hoefijzerneuzen, die voorkomen in Europa, Afrika, Azië, Australië en Noord-Amerika.

## Soorten
Het geslacht omvat de volgende soorten:
- Rhinolophus achilles
- Rhinolophus acrotis
- Rhinolophus acuminatus
- Rhinolophus adami
- Rhinolophus affinis
- Rhinolophus alcyone – Alcyonehoefijzerneus
- Rhinolophus alticolus
- Rhinolophus andamanensis
- Rhinolophus arcuatus
- Rhinolophus axillaris
- Rhinolophus beddomei
- Rhinolophus belligerator
- Rhinolophus blasii – Blasius' hoefijzerneus
- Rhinolophus bocharicus
- Rhinolophus borneensis – Borneose hoefijzerneus
- (Rhinolophus bottegoi)†
- Rhinolophus canuti
- Rhinolophus capensis
- Rhinolophus celebensis
- Rhinolophus cervenyi
- Rhinolophus chaseni
- Rhinolophus chiewkweeae
- Rhinolophus chutamasae
- Rhinolophus clivosus
- Rhinolophus coelophyllus
- Rhinolophus cognatus
- Rhinolophus cohenae
- Rhinolophus convexus
- Rhinolophus cornutus
- Rhinolophus creaghi
- Rhinolophus damarensis
- Rhinolophus darlingi
- Rhinolophus deckenii
- Rhinolophus delphinensis†
- Rhinolophus denti – Denthoefijzerneus
- Rhinolophus dobsoni
- Rhinolophus dubius†
- Rhinolophus eloquens
- Rhinolophus episcopus
- Rhinolophus euryale – Paarse hoefijzerneus
- Rhinolophus euryotis
- Rhinolophus ferrumequinum – Grote hoefijzerneus
- Rhinolophus foetidus
- Rhinolophus formosae
- Rhinolophus francisi
- Rhinolophus fumigatus
- Rhinolophus grivensis†
- Rhinolophus guineensis
- Rhinolophus hildebrandti
- Rhinolophus hilli
- Rhinolophus hillorum
- Rhinolophus hipposideros – Kleine hoefijzerneus
- Rhinolophus hirsutus
- Rhinolophus horaceki
- Rhinolophus imaizumii
- Rhinolophus inops
- Rhinolophus keyensis
- Rhinolophus kirghisorum
- Rhinolophus landeri – Landerhoefijzerneus
- Rhinolophus lepidus
- Rhinolophus lissiensis†
- Rhinolophus lobatus
- Rhinolophus luctoides
- Rhinolophus luctus
- Rhinolophus lugdunensis†
- Rhinolophus mabuensis
- Rhinolophus maclaudi – Maclaudhoefijzerneus
- Rhinolophus macrotis
- Rhinolophus madurensis
- Rhinolophus maendeleo
- Rhinolophus malayanus
- Rhinolophus marshalli
- Rhinolophus mcintyrei
- Rhinolophus megaphyllus
- Rhinolophus mehelyi – Mehely's hoefijzerneus
- Rhinolophus microglobosus
- Rhinolophus midas
- Rhinolophus mitratus
- Rhinolophus monoceros
- Rhinolophus montanus
- Rhinolophus morio
- Rhinolophus mossambicus
- Rhinolophus namuli
- Rhinolophus nereis
- Rhinolophus nippon
- Rhinolophus osgoodi
- Rhinolophus pearsonii
- Rhinolophus perditus
- Rhinolophus perniger
- Rhinolophus philippinensis
- Rhinolophus proconsulis
- Rhinolophus pumilus
- Rhinolophus pusillus
- Rhinolophus refulgens
- Rhinolophus rex
- Rhinolophus robinsoni
- Rhinolophus rouxii
- Rhinolophus rufus
- Rhinolophus ruwenzorii
- Rhinolophus sakejiensis
- Rhinolophus schlosseri†
- Rhinolophus sedulus
- Rhinolophus septentrionalis
- Rhinolophus shameli
- Rhinolophus shortridgei
- Rhinolophus siamensis
- Rhinolophus silvestris
- Rhinolophus similis†
- Rhinolophus simulator
- Rhinolophus sinicus
- Rhinolophus smithersi
- Rhinolophus stheno
- Rhinolophus subbadius
- Rhinolophus subrufus
- Rhinolophus swinnyi
- Rhinolophus tatar
- Rhinolophus thailandensis
- Rhinolophus thomasi
- Rhinolophus trifoliatus
- Rhinolophus virgo
- Rhinolophus webalai
- Rhinolophus willardi
- Rhinolophus xinanzhongguoensis
- Rhinolophus yonghoiseni
- Rhinolophus yongyuthsi†
- Rhinolophus yunanensis
- Rhinolophus ziama